# Амеду
Амеду (порт. Amedo)  —  район (фрегезия) в Португалии,  входит в округ Браганса. Является составной частью муниципалитета  Карразеда-де-Ансьянш. По старому административному делению входил в провинцию Траз-уж-Монтиш и Алту-Дору. Входит в экономико-статистический  субрегион Доуру, который входит в Северный регион. Население составляет 340 человек на 2001 год. Занимает площадь 13,86 км².
Покровителем района считается Иаков Зеведеев (порт. São Tiago).